# کمپ ۴ (یوسمیتی)
کمپ ۴ (به انگلیسی: Camp 4) یک منطقهٔ مسکونی در ایالات متحده آمریکا است که در شهرستان ماریپوزا، کالیفرنیا واقع شده‌است.